# Сарытерек (Карагандинская область)
Сарытерек (каз. Сарытерек) — село в Актогайском районе Карагандинской области Казахстана. Административный центр Сарытерекского сельского округа. Находится примерно в 36 км к юго-востоку от села Актогай, административного центра района, на высоте 673 метров над уровнем моря. Код КАТО — 353663100.

## Население
В 1999 году численность населения села составляла 1075 человек (555 мужчин и 520 женщин). По данным переписи 2009 года, в селе проживало 620 человек (325 мужчин и 295 женщин).